# اولاسترا
اولاسترا (به ایتالیایی: Ollastra) یک کومونه در ایتالیا است که در استان اریستانو واقع شده‌است.

## خصوصیات
اولاسترا ۲۱٫۵۲ کیلومترمربع مساحت و ۱٬۲۵۷ نفر جمعیت دارد.